# Cratere Lederberg
Lederberg  è un cratere sulla superficie di Marte.